# العلاقات الرومانية الكرواتية
العلاقات الرومانية الكرواتية هي العلاقات الثنائية التي تجمع بين رومانيا وكرواتيا.

## مقارنة بين البلدين
هذه مقارنة عامة ومرجعية للدولتين:
| وجه المقارنة                                              | رومانيا                                                                               | كرواتيا                                                  |
| --------------------------------------------------------- | ------------------------------------------------------------------------------------- | -------------------------------------------------------- |
| المساحة (كم2)                                             | 238.40 ألف                                                                            | 56.59 ألف                                                |
| عدد السكان (نسمة)                                         | 19.59 مليون                                                                           | 4.11 مليون                                               |
| الكثافة السكانية (ن./كم²)                                 | 82.17                                                                                 | 72.63                                                    |
| العاصمة                                                   | بوخارست                                                                               | زغرب                                                     |
| اللغة الرسمية                                             | اللغة الرومانية                                                                       | اللغة الكرواتية                                          |
| العملة                                                    | ليو روماني                                                                            | كونا كرواتية                                             |
| الناتج المحلي الإجمالي (بليون دولار)                      | 211.80 مليار                                                                          | 54.85 مليار                                              |
| الناتج المحلي الإجمالي (تعادل القوة الشرائية) بليون دولار | 465.56 مليار                                                                          | 94.64 مليار                                              |
| الناتج المحلي الإجمالي الاسمي للفرد دولار أمريكي          | 9.47 ألف                                                                              | 11.54 ألف                                                |
| الناتج المحلي الإجمالي للفرد دولار أمريكي                 | 23.63 ألف                                                                             | 21.64 ألف                                                |
| مؤشر التنمية البشرية                                      | 0.793                                                                                 | 0.818                                                    |
| رمز المكالمات الدولي                                      | +40                                                                                   | +385                                                     |
| رمز الإنترنت                                              | .ro                                                                                   | .hr                                                      |
| المنطقة الزمنية                                           | ت ع م+02:00، ت ع م+03:00، أوروبا/بوخارست ‏، توقيت شرق أوروبا، توقيت شرق أوروبا الصيفي ‏ | توقيت وسط أوروبا، ت ع م+01:00، ت ع م+02:00، أوروبا/زغرب ‏ |

## مدن متوأمة
في ما يلي قائمة باتفاقيات التوأمة بين مدن رومانية وكرواتية:
- ترتبط بلويشت مع أوسييك باتفاقية توأمة.
- ترتبط كلوج نابوكا مع زغرب باتفاقية توأمة.
- ترتبط ألبا يوليا مع Biograd na Moru [الإنجليزية]‏ باتفاقية توأمة منذ 27 أبريل 2010.[21][22][23][21]

## منظمات دولية مشتركة
يشترك البلدان في عضوية مجموعة من المنظمات الدولية، منها:
| علم المنظمة | اسم المنظمة                               | تاريخ انضمام رومانيا | تاريخ انضمام كرواتيا |
| ----------- | ----------------------------------------- | -------------------- | -------------------- |
|             | المنظمة الأوروبية لسلامة الملاحة الجوية   | 1996                 | 1997                 |
|             | المنظمة الهيدروغرافية الدولية             | ?                    | ?                    |
|             | منظمة الشرطة الجنائية الدولية             | ?                    | ?                    |
|             | الاتحاد البريدي العالمي                   | ?                    | ?                    |
|             | مركز تنسيق الحركة في أوروبا ‏              | ?                    | ?                    |
|             | حلف شمال الأطلسي                          | 29 مارس 2004         | 1 أبريل 2009         |
|             | منظمة التجارة العالمية                    | 1995                 | ?                    |
|             | الفريق المعني برصد الأرض                  | ?                    | ?                    |
|             | مجموعة الموردين النوويين                  | ?                    | ?                    |
|             | مؤسسة التنمية الدولية                     | 12 أبريل 2014        | 25 فبراير 1993       |
|             | اتفاقية السماوات المفتوحة                 | ?                    | ?                    |
|             | منظمة الأمن والتعاون في أوروبا            | 25 يونيو 1973        | 24 مارس 1992         |
|             | مؤسسة التمويل الدولية                     | 23 سبتمبر 1990       | 25 فبراير 1993       |
|             | مجلس أوروبا                               | 7 أكتوبر 1993        | ?                    |
|             | منظمة حظر الأسلحة الكيميائية              | ?                    | ?                    |
|             | الأمم المتحدة                             | 14 ديسمبر 1955       | 22 مايو 1992         |
|             | الاتحاد الدولي للاتصالات                  | 9 فبراير 1866        | 3 يونيو 1992         |
|             | الاتحاد الأوروبي                          | 2007                 | 1 يوليو 2013         |
|             | البنك الدولي للإنشاء والتعمير             | 15 ديسمبر 1972       | 25 فبراير 1993       |
|             | مجموعة أستراليا                           | 1995                 | 2007                 |
|             | المركز الدولي لتسوية المنازعات الاستشارية | 12 أكتوبر 1975       | 22 أكتوبر 1998       |
|             | وكالة ضمان الاستثمار متعدد الأطراف        | 10 سبتمبر 1992       | 19 مارس 1993         |
|             | يونسكو                                    | 27 يوليو 1956        | 1 يونيو 1992         |

## وصلات خارجية
- موقع وزارة الخارجية الرومانية
- موقع وزارة الخارجية الكرواتية